# The Model and the Marriage Broker
The Model and the Marriage Broker  (in Deutsch Das Model und die Heiratsvermittlerin) ist eine US-amerikanische romantische Komödie von 1951 unter der Regie von George Cukor. Die Hauptrollen sind besetzt mit Jeanne Crain, Scott Brady und Thelma Ritter. Eine Heiratsvermittlerin mischt sich in das Leben eines Models ein, was ungeahnte Folgen hat.

## Handlung
Die Heiratsvermittlerin Mae Swasey versucht in New York auf eher unkonventionelle Weise Menschen zusammenzubringen. Es handelt sich großteils um einsame, sehr schüchterne und nach landläufiger Meinung auch eher um unattraktive Menschen. Mae veranstaltet kleine Partys am Sonntagvormittag, bei denen sie ihren Kunden bei Kaffee und Kuchen die Möglichkeit gibt, sich kennenzulernen. Mae weiß, was Einsamkeit ist, ihr Mann wurde ihr vor zwanzig Jahren sozusagen von einer anderen Frau „gestohlen“. Als Mae sich mit einer neuen Kundin, Hazel Gingras, berät, die sie dem Schweden Hjalmer Johannson und dem Optiker George Wixted vorstellen möchte, entdeckt sie zufällig, dass eine ihrer Kundinnen, Ina Kuschner, sich mit dem gut aussehenden Röntgentechniker Matt Horbeck verlobt hat, der aber nicht weiß, dass Mae diese Verbindung arrangiert hat. Nachdem Mae Matt in seinem Büro aufgesucht hat, fällt ihr zufällig die Handtasche des Models Christina „Kitty“ Bennett in die Hände, in der sich ein Brief befindet, den Mae liest. Sie entnimmt daraus, dass Kitty einen Freund hat, der verheiratet ist. Als Mae die Tasche an Kitty zurückgibt, versucht sie sie dahingehend zu beeinflussen, diese Beziehung, die keine Zukunft habe, zu beenden. Kitty will davon jedoch nichts hören und lässt Mae stehen.
Zwar will Ina Kuschners etwas snobistische Mutter die fällige Provision für ihre Tochter nicht zahlen, gibt ihr aber die Schuld daran, dass Matt Ina am Altar stehenlässt. Mae sucht das Gespräch mit Matt, der ihr erklärt, dass er es nicht ertragen könne, sich zu binden, obwohl Inas Vater ihm sogar zugesagt habe, ihm eine eigene Röntgenpraxis zu finanzieren.
Kitty erscheint bei Mae, um sich dafür zu entschuldigen, so unhöflich zu ihr gewesen zu sein. Maes versucht erneut, Kitty klarzumachen, dass sie ihr Glück nicht auf dem Unglück einer anderen Frau aufbauen könne. Tatsächlich bringen Maes Rückhalt und Sympathie Kitty dazu, die Beziehung zu ihrem verheirateten Freund zu beenden. Mit einem Trick gelingt es Mae, Kitty dazu zu bringen, mit ihr zusammen Matt aufzusuchen, da sie ihr eingeredet hat, es könne sein, dass sie einen Ohrring verschluckt habe, der ihr in einen Omelettteig gefallen sei. Natürlich findet Matt nichts, fühlt sich aber von Kitty angezogen. Zwischen den beiden ungleichen Frauen entsteht eine Art Freundschaft, ohne dass Kitty weiß, was Mae beruflich macht. Als Kitty eines Abends mit Matt ausgeht, verlieben sich beide ineinander. Mae denkt sich einiges aus, um Matts Eifersucht zu wecken, da sie immer noch seine Worte im Ohr hat, dass er sich nicht binden wolle. Als Kitty durch einen Zufall erfährt, was Mae beruflich macht, wendet sie sich von ihr ab.
Mae ist tief getroffen von Kittys plötzlich Abwehrhaltung ihr gegenüber und will erst einmal Urlaub machen. Dazu kommt es aber erst einmal nicht, da ihre Schwester Emmy auftaucht, die Mae vor über zwanzig Jahren ihren Ehemann Frank weggenommen hat. Emmy vertraut Mae an, dass sie nach Franks kürzlichem Tod schrecklich einsam sei. Sie bittet Mae sogar um Hilfe, da sie weder jung noch besonders attraktiv sei, um noch einmal einen anderen Mann zu finden. Mae fühlt sich seltsam getröstet durch Emmys Geständnis, helfen will sie ihr jedoch nicht. Sie tritt stattdessen ihre geplante Reise in den Kurort Sharon Springs an.
Kitty wiederum bereut inzwischen ihre harte Reaktion gegenüber Mae und begibt sich zu ihrem Büro. Dort erfährt sie von dem Werbeleiter Doberman, einem langjährigen Freund Maes, wie sehr sie Mae verletzt habe, die in ihr die Tochter gesehen habe, die sie nie hatte. Mae setze sich für Menschen ein, denen es schwerfalle, soziale Kontakte aufzubauen und die vom Schicksal hinsichtlich ihres Aussehens nicht so begünstigt seien wie Kitty, und versuche ihnen zu einem kleinen Glück zu verhelfen. In der Hoffnung, richtig zu handeln, arrangiert Kitty ein Treffen zwischen Dan Chancellor, dem wohlhabenden Besitzer einer Fischereiflotte, und Mae in Sharon Springs. Sie selbst versöhnt sich mit Matt und plant mit ihm eine gemeinsame Zukunft. Mit dieser freudigen Nachricht überrascht sie Mae bei deren Rückkehr. Matt verrät sich jedoch hinsichtlich des Arrangements in Bezug auf Dan, woraufhin Mae Kitty gesteht, dass der treuherzige Dan ungeeignet für sie sei. Sie bringt ihn aber mit Emmy zusammen und kehrt dann glücklich in ihr Büro zurück, wo Doberman sie mit der Mitteilung überrascht, dass er sich sehr für sie interessiere.

## Produktion

### Produktionsnotizen
Der Film wurde in den 20th Century Fox Studios in Los Angeles in Kalifornien gedreht.
John DeCuir und Lyle R. Wheeler waren für die Filmbauten verantwortlich, Thomas Little und Walter M. Scott fürs Szenenbild. Eugene Grossmann und Roger Heman senior trugen die Verantwortung für den Filmsound, Fred Sersen für die visuellen Effekte. Ben Nye war der verantwortliche Maskenbildner. Renié Conley trug gemeinsam mit Charles Le Maire die Verantwortung für die Kostüme. Beide wurden für ihre Leistung mit einer Oscarnominierung bedacht. Die Auszeichnung ging jedoch an Edith Head für ihre Arbeit in dem Melodram Ein Platz an der Sonne.

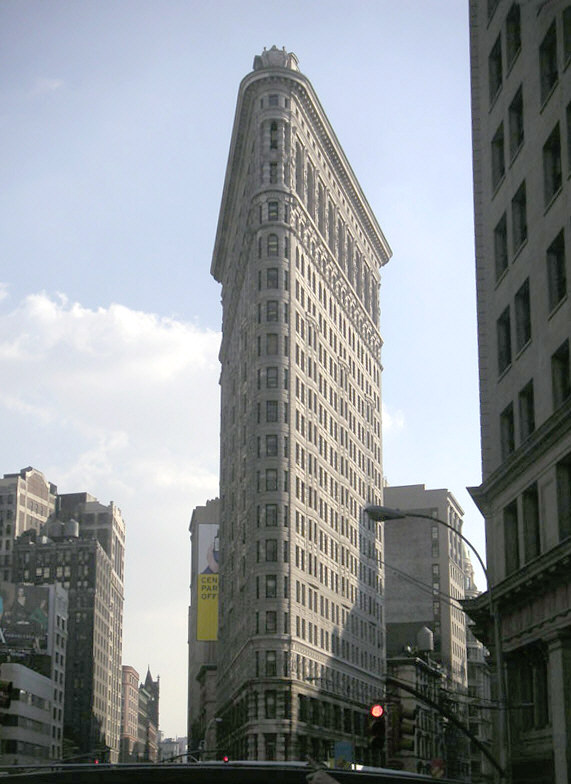
Flatiron Building, Drehort, in dem sich das Büro der von Thelma Ritter gespielten Mae Swasey befand.

Nancy Kulp gab in diesem Film als Hazel ihr Filmdebüt. Die von Thelma Ritter gespielte Mae Swasey hat ihr Büro im Flatiron Building in der 175 Fifth Avenue, einem 22-stöckigen Gebäude, das 1902 fertiggestellt wurde. Ursprünglich hieß das von Jeanne Craine gespielte Modell Christina Brady. Der Name wurde für den Film in Kitty Bennett geändert. Als der Film für die Präsentation „20th Century Fox Hour of Stars“ im Juni 1957 adaptiert wurde, wurde der Name wiederum in Christina Brady geändert. Joanne Dru wurde für die Rolle der Kitty Bennett in Betracht gezogen.
Walter Reisch, einer der Drehbuchautoren, erzählte, dass der Produktionsleiter Daryl Zanuck den Film geliebt habe, sich dann aber so sehr mit CinemaScope und Farbfilm beschäftigt habe, wofür dieser Film sich nicht angeboten habe, dass er, nachdem The Model and the Marriage Broker fertiggestellt war, den Film eher stiefmütterlich behandelt habe, was sich auch auf die Werbung für den Film ausgewirkt habe. Reisch meinte, wenn der Film nicht gerade in diese Zeit gefallen wäre, hätte er einen noch größeren Erfolg erzielen können.

### Veröffentlichung
In Los Angeles in den Vereinigten Staaten wurde der Film am 30. Dezember 1951 erstmals vorgestellt, in New York fand die Kinopremiere am 10. Januar 1952 statt. In folgenden Ländern geschah das im Jahr 1952: Südafrika (Johannesburg), Australien, Mexiko und Schweden. Argentinien, Finnland und Portugal zogen 1953 nach. Veröffentlicht wurde der Film zudem in Belgien, Brasilien, Finnland, Frankreich, Italien, Spanien, Vereinigtes Königreich. Der englische Arbeitstitel des Films lautete The Marriage Broker, ein Alternativtitel lautet Kitty and the Marriage Broker.
In Deutschland wurde der Film, für den keine deutsche Synchronisation vorliegt, nicht veröffentlicht.

## Rezeption

### Kritik
Die zeitgenössischen Kritiker fanden, dass es einiges an dem Film gebe, was man mögen müsse; selbst die strengsten Kritiker waren aber großteils von Thelma Ritters liebenswerter Persönlichkeit berührt. So schrieb Bosley Crowther von der New York Times, dass ihre kluge Miene, ihr Zynismus, der ein Herz aus Gold verschleiere, ihre Stimme, ehrlich und direkt, ihre unmittelbare Ausstrahlung nie besser eingesetzt worden seien. Kurz gesagt, sei es eine Freude, ihr zuzuschauen.
Donald Kirkley von der Baltimore Sun befand, Miss Ritters schroffer, trockener, einzigartiger Humor leuchte hell. Die pseudonyme Mae Tinee von der Chicago Tribune stieß Jeanne Crain vom ersten Platz der Besetzungsliste und hob Thelma Ritter auf diesen Platz, denn das sei Thelmas Film. Tinee führte weiter aus, das, was Ritter sage, klinge nie aufgesagt, sie würde die Dialoge zu ihren eigenen machen, nichts klinge da übertrieben. Die Filmkritikerin Pauline Kael war der Ansicht, dass Ritter schrecklich gut sei, solche Rollen seien ihre besondere Spezialität.
Bob Thomas schrieb in der Associated Press, Thelma Ritter entspreche als trockene Humoristin in ihrer ersten wirklichen Hauptrolle ihren zuvor schon hohen Ansprüchen. Jeanne Crain und Scott Brady lieferten mit ihrer Teilnahme den romantischen Part.
spätere Kritiken
Laura Grieve befasste sich auf der Seite Laura’s Miscellaneous Musing mit dem Film und meinte, er sei angenehm genug, um dabei zu bleiben, aber nicht ganz das, was sie erwartet habe, wie zum Beispiel den ernsten Tonfall, den der Film anschlage, da sie eine unbeschwertere romantische Komödie erwartet habe. Stattdessen tendiere das Drehbuch zu einer eher düsteren Handlung mit gelegentlichem Aufblitzen von Humor. Außerdem dauere er mit 103 Minuten länger als er hätte sein sollen. Obwohl Ritter in ihren Rollen immer gut sei, überrasche es, dass die Geschichte ihren Charakter so stark in den Vordergrund stelle. Crain gebe ihrer Rolle als Kitty etwas Sprödes und Nervöses. Sie liefere eine gute Leistung, ihre Rolle sei aber nicht so ansprechend im Vergleich mit anderen von ihr gespielten Rollen. Brady sei hübsch und charmant, habe aber keine Gelegenheit, allzu viel Charaktertiefe zu zeigen. O’Shea schaffe es aus seiner kleineren Rolle aus der großen Besetzung auszubrechen, als sein Charakter in den letzten Minuten der Geschichte in den Mittelpunkt rückt. Alles in allem sei der Film das Ansehen wert, wenn er auch am Ende nicht ganz überzeuge.
Dennis Schwartz konnte dem Film auf seiner Seite fast nichts abgewinnen, es handele sich um eine romantische Komödie, die zwar etwas Charme habe, aber abfalle, wenn sie versuche, auch scharfsinnig zu sein. George Cukors Regie sei ohne Überraschungen, alles sei voraussehbar. Die Autoren Walter Reisch, Robert Breen und Charles Brackett böten ein überladenes Drehbuch an, das den talentierten Komödianten mehr Handschellen anlege, als ihnen freies Spiel zu gestatten. Thelma Ritter ziehe die Blicke mit ihren teils lustigen Possen auf sich, auch wenn es wohl so sei, dass manche Zuschauer, ihre Art zu spielen, wohl mehr mögen würden als andere. Er selbst, schrieb der Kritiker, möge sie eher nicht und habe sie immer als ermüdend und die anhaltende Sentimentalität als unerträglich empfunden. Die romantischen Situationen wirkten erfunden, die Komödie funktioniere nie und die gestelzte Dramatik scheine oberflächlich. Es handelte sich um eine Standard-Sitcom, einen Film, dessen Zeit gekommen und gegangen sei. Unter Cukors Vorgabe habe man wenig Mitgefühl für die einsamen Herzen, die wie Marionetten an einer Schnur in Aktion gesetzt und gebeten würden, ihre Einsamkeit auf ein Stichwort hin zu zeigen.

### Auszeichnung
Oscarverleihung 1952
- Oscarnominierung für Charles Le Maire und Renié in der Kategorie „Bestes Kostümdesign in einem Schwarzweißfilm“

### Nachwirkung
Lux Radio Theatre strahlte am 24. Mai 1954 eine sechzigminütige Radio-Adaption des Films aus. Jeanne Crain und Thelma Ritter nahmen darin ihre im Film gespielten Rollen auf.